# سبيشسكا ستارا فيس
سبيشسكا ستارا فيس (بالإنجليزية: Spišská Stará Ves)‏ هي بلدة و municipality of Slovakia تقع في سلوفاكيا في Kežmarok District.[بحاجة لمصدر] يقدر عدد سكانها بـ 2,335 نسمة .